# Robert Dinesen
Robert Dinesen, född 23 oktober 1874 i Köpenhamn, Danmark, död 8 mars 1972, var en dansk regissör, filmproducent och manusförfattare, verksam i Danmark, Sverige och Tyskland.

## Regi i urval
- 1919 – Jefthas dotter
- 1922 – Ödets redskap

## Teater

### Roller
| År   | Roll          | Produktion                                     | Regi | Teater            |
| ---- | ------------- | ---------------------------------------------- | ---- | ----------------- |
| 1906 | William Bagot | Trilby George du Maurier                       |      | Östermalmsteatern |
| 1908 | Raffles       | Amatörtjuven E. W. Hornung och Eugene Presbrey |      | Vasateatern       |

### Fotnoter
1. ↑  Internet Movie Database, IMDb-ID: nm0227602co0047972, läst: 14 augusti 2015.[källa från Wikidata]
2. 1 2 3 4  Find a Grave, läs online, läst: 17 november 2024.[källa från Wikidata]
3. ↑  filmportal.de, Filmportal-ID: fb860d3d64b04a2883c8f41ec6b9e994, läst: 9 oktober 2017.[källa från Wikidata]
4. ↑  Gemeinsame Normdatei, Deutsche Nationalbibliotheks katalog-id-nummer: 10624671597749153-1, läst: 14 augusti 2015.[källa från Wikidata]
5. ↑  Gravsted.dk.[källa från Wikidata]
6. ↑  Bo Bergman (22 november 1906). ”Teater, konst, litteratur”. Dagens Nyheter:  s. 2. http://arkivet.dn.se/arkivet/tidning/1906-11-22/13144a/2. Läst 7 augusti 2015.
7. ↑  ”Teater, konst, litteratur”. Dagens Nyheter:  s. 2. 20 mars 1908. http://arkivet.dn.se/arkivet/tidning/1908-03-20/13614A/2. Läst 25 april 2016.